# Občanský zákoník (Česko, 2012)
Občanský zákoník (k odlišení od předchozího občanského zákoníku též nový občanský zákoník) je zákon, který byl přijat Parlamentem České republiky a vyhlášen ve Sbírce zákonů pod číslem 89/2012 Sb. Tento občanský zákoník rekodifikoval české soukromé právo a nahradil předchozí československý občanský zákoník z roku 1964 a další zákony, mimo jiné zákon o rodině nebo zákon o vlastnictví bytů (viz zrušovací ustanovení níže). Účinnosti nabyl 1. ledna 2014.

## Příprava

### První snahy o rekodifikaci
První snahy o přípravu nového občanského zákoníku se objevily ještě před rokem 1993, po zásadní novele občanského zákoníku č. 509/1991 Sb., kdy byl na úřadu federální vlády vypracován pod místopředsedou vlády Pavlem Rychetským dokonce návrh paragrafovaného znění. Práce vedli prof. Viktor Knapp a prof. Karol Plank, po rozdělení federace a vzniku České republiky na něj ale bylo zapomenuto.
Další návrh připravil pod gescí ministerstva spravedlnosti prof. František Zoulík, autor zákona o konkursu a vyrovnání. Výsledek jeho práce, koncepce nového civilního kodexu, byl zveřejněn v roce 1996, právě ministerstvem spravedlnosti byl ale odmítnut.

### Eliášův věcný záměr
Vláda premiéra Zemana dne 22. prosince 1999 uložila ministru spravedlnosti do konce září 2000 vypracovat návrh věcného záměru rekodifikace soukromého práva. Nový občanský zákoník v dnešní podobě začal být proto připravován na základě rozhodnutí ministra spravedlnosti Otakara Motejla, který jeho přípravou pověřil Karla Eliáše z Právnické fakulty ZČU v Plzni a Michaelu Zuklínovou z Právnické fakulty UK v Praze, která měla na starosti partii věnovanou rodinnému právu. Tento tým připravil nejprve věcný záměr, který vláda schválila dne 18. dubna 2001. Jím bylo mj. po 10 letech diskusí rozhodnuto, že zákoník práce bude jako samostatný právní předpis zachován a bude k novému občanskému zákoníku v poměru speciálním.

### Návrh paragrafovaného znění
Poté započaly práce na paragrafovaném znění. V mimořádné příloze Právních rozhledů č. 10/2001 bylo zveřejněno prvních 101 paragrafů. Tím byla zahájena diskuse o osnově zákona, která se však pořádně rozběhla až po roce 2005. Ministr spravedlnosti Pavel Rychetský[zdroj?] pověřil Miloše Tomsu vedením reorganizované rekodifikační komise, která měla na starosti supervizi osnovy nového občanského zákoníku. V roce 2005 byl návrh hotov a dne 17. května 2005 byla jeho finální podoba představena veřejnosti a přeložena do angličtiny. Teprve teď nastala široká odborná diskuse, jejímž výsledkem byla dopracovaná verze osnovy nového občanského zákoníku, která byla dne 5. června 2008 rozeslána do meziresortního připomínkového řízení a oficiálně předložena veřejnosti. Připomínkové řízení skončilo dne 29. srpna 2008.

## Přijetí
Dne 12. ledna 2009 byla osnova návrhu předložena vládě, která ji schválila a 7. května 2009 předložila parlamentu. Účinnost byla navržena ode dne 1. ledna 2012, avšak vzhledem k politickým poměrům nebyl Poslaneckou sněmovnou do konce jejího volebního období projednán. S nástupem vlády Petra Nečase, v níž byl staronovým ministrem spravedlnosti Jiří Pospíšil, byly diskuze o přijetí nového občanského zákoníku opětovně zahájeny a připraven nový pokus o jeho přijetí. Premiér Petr Nečas pak celý záměr veřejnosti představil dne 9. května 2011 a vláda jej schválila 18. května.
9. listopadu 2011 jej Poslanecká sněmovna schválila a 3. ledna 2012 postoupila Senátu. Ústavně-právní výbor Senátu sice navrhl předlohu vrátit Poslanecké sněmovně s jediným pozměňovacím návrhem – posunout datum účinnosti na 1. leden 2016, ale Senát jako celek k návrhu nepřijal žádné usnesení, takže po 3. únoru 2012 byl návrh zákona přijat. Prezident republiky jej po určitém váhání podepsal dne 20. února 2012. Nový občanský zákoník nabyl účinnosti dnem 1. ledna 2014.

## Obsah

### Systematika
Občanský zákoník má celkem 3081 paragrafů a dělí se do pěti částí:
1. Obecná část (§ 1 až 654)
2. Rodinné právo (§ 655 až 975)
3. Absolutní majetková práva (§ 976 až 1720, zahrnuje věcná práva a dědické právo)
4. Relativní majetková práva (§ 1721 až 2990, zahrnuje závazkové právo)
5. Ustanovení společná, přechodná a závěrečná (§ 2991 až 3081)

### Obecné normy
Zákoník zavádí zvláštní právní režim pro živá zvířata, která již nespadají do pojmu věc, ale ustanovení o věcech se na ně mají přiměřeně vztahovat, pokud to neodporuje jejich povaze živého tvora nebo zvláštním zákonům o ochraně zvířat. Tato změna se setkala s námitkami. Život zvířete má mít při záchraně přednost před majetkem, nesmí však být způsobena větší škoda, než jakou má zvíře cenu. Osoba mladší 15 let nemá být způsobilá koupit živé zvíře.
Vyčíslení náhrady škody za věc nebo domácí zvíře má zohledňovat „cenu zvláštní obliby“.
Jsou zrušeny pevné tabulky pro odškodňování za újmu na zdraví a v rozhodování mají mít větší volnost soudy.

### Rodinné právo
Manželu matky dítěte se lhůta k popření otcovství prodloužila ze 6 měsíců na 6 let, pro otce nesezdaného s matkou dítěte zůstala na 6 měsících.
Zákoník obsahuje úpravu náhradního mateřství, podle níž právo biologického rodiče (dárce embrya) má být nadřazeno právu faktické rodičky, která dítě odnosila a porodila, podmínkou je příbuzenský vztah náhradní matky k biologické matce.
Občanský zákoník umožňuje osvojit i dospělou osobu, což je zamýšleno zejména kvůli případům, kdy je osvojen její nezletilý sourozenec.
Mladistvý má možnost požádat o přiznání plné svéprávnosti už před dosažením 18 let věku. Toto právní jednání však má vliv pouze na právní důsledky vyplývající z plné svépravnosti, nikoliv na práva vázaná na zletilost – tj. věk 18 let (například ve vztahu k legálním návykovým látkám).
Ve starších verzích[kdy?] se objevily návrhy, že by z hlediska státního práva neplatilo uzavření manželství před zástupcem církve nebo naopak že by toto právo získalo více církví a náboženských společností než dosud.
V návrhu nového občanského zákoníku se objevila úprava registrovaného partnerství osob stejného pohlaví ještě dříve,[kdy?][zdroj?] než byla s účinností od 1. července 2006 přijata novelou dosavadního občanského zákoníku.

### Dědické právo
Občanský zákoník obnovil institut výměnku jako podmínky převedení majetku například na potomky. Závěť nebo dědická smlouva má získat přednost před děděním ze zákona, dědic ze zákona má nově získat možnost zříci se dědictví už před smrtí zůstavitele (například ve prospěch sourozenců). Okruh dědiců ze zákona se rozšířil na praprarodiče, praneteře a prasynovce, bratrance a sestřenice.

### Věcná práva
Objevily se úvahy[zdroj?] o zrušení intabulačního principu při převodech nemovitostí, který platil podle všeobecného občanského zákoníku a později obecného knihovního zákona od roku 1811 do roku 1951. Částečně (pro smluvní nabývání věcných práv k nemovitostem) byl obnoven zákonem č. 264/1992 Sb. Nový občanský zákoník v podstatě přejímá současný stav.
Ze speciálního zákona byla do občanského zákoníku přenesena úprava, která k vlastnictví bytové jednotky přiřazuje i spoluvlastnictví společných částí domu.
Obnovena byla právní zásada, že stavby jsou přirozenou součástí pozemku a majitel pozemku je i majitelem stavby, která na pozemku stojí. Dosavadním majitelům však stavby vyvlastňovány být nemají.

### Závazková práva
Novým občanským zákoníkem bylo sjednoceno smluvní právo, které dosud bylo rozlišováno podle příslušnosti pod občanský nebo obchodní zákoník. To se týká zejména kupních smluv a smluv o dílo.
Nájemník má nově povinnost majiteli nahlásit dlouhodobou návštěvu, což má předejít tomu, aby bez vůle majitele mohla jiná osoba získat nárok na pokračování nájemní smlouvy po smrti nájemníka. Vlastníkům je výrazně zasahováno do vlastnického práva i smluvní volnosti tím, že nemohou nájemníkům zakázat chov domácích zvířat a nájemník bytu si může v případě, že bude v bytě také bydlet, sjednat podnájem libovolného počtu dalších osob bez souhlasu majitele. Zákoník obsahuje speciální ustanovení pro nájem bytu a nájem prostor sloužících k podnikání. Rozhodující je účel užívání nemovitosti. Pokud je nájem dojednán za účelem bydlení, jedná se o nájem bytu, ačkoliv dle kolaudačního rozhodnutí prostor nemusí být kolaudovaný jako byt. Pro nájem prostor určených pro podnikání platí analogické pravidlo. Nově je rovněž možné nechat zapsat nájem do katastru nemovitostí. 
Ačkoliv zákoník umožňuje uzavírání ústních smluv, v případě nájmu bytu vyžaduje smlouvu písemnou. Neplatnosti ústně uzavřené smlouvy se může ovšem dovolávat pouze nájemce. Pokud nájemce užívá byt po dobu tří let, smlouva se považuje za uzavřenou.
Kdo koupí v dobré víře kradenou věc, má platně získat vlastnická práva. Povinnost odškodnit okradeného zůstává na zloději.

### Zrušovací ustanovení
Nový občanský zákoník nahradil nejen stávající občanský zákoník z roku 1964 a jeho novely, ale i zákon o rodině, obchodní zákoník (ale pouze v části týkající se zejména obchodních závazkových vztahů, pro část týkající se obchodních společností a družstev platí nový zákon o obchodních korporacích).
Dále byly zrušeny:
- zákon o nájmu a podnájmu nebytových prostor,
- zákon o vlastnictví bytů,
- zákon o sdružování občanů,
- zákon o obecně prospěšných společnostech,
- zákon o odpovědnosti za škodu způsobenou vadou výrobku,
- obsahová část zákona o nadacích a nadačních fondech,
- zákon o cenných papírech,
- zákon o hospodářských stycích se zahraničím,
- obsahová část zákona č. 37/2004 Sb., o pojistné smlouvě a o změně souvisejících zákonů (zákon o pojistné smlouvě)

Zákon obsahuje v § 3080 celkem 238 zrušovacích ustanovení, z nichž 210 se vztahuje na zákony nebo jejich části, 7 ustanovení ruší nařízení vlády (výše úroků a poplatků z prodlení, prováděcí nařízení k občanskému zákoníku, vzorové stanovy společenství vlastníků jednotek a jejich novely) a 21 ustanovení ruší vyhlášky (o peněžních službách občanům, všechny přepravní řády, vyhláška o podmínkách údržby a oprav silničních vozidel pro motorovou dopravu v majetku občanů a nesocialistických organizací, vyhláška o finanční pomoci při převodu skupinových rodinných domků z družstevního do osobního vlastnictví, vyhláška o jednorázovém příspěvku na opatření náhradního bydlení občanům, kteří uvolní byt v objektu spravovaném státní socialistickou organizací, vyhláška o finanční, úvěrové a jiné pomoci družstevní a individuální bytové výstavbě a modernizaci rodinných domků v osobním vlastnictví a vyhláška o odškodnění bolesti a ztížení společenského uplatnění a novely těchto vyhlášek).

## Terminologie
Zákoník znovuzavádí mnohé pojmy dřívější právnické terminologie. Objevují se v něm staronové pojmy jako je pozůstalost (dosud dědictví), služebnost (jako typ věcného břemene), svéprávnost (dosud způsobilost k právním úkonům), korporace (dosud používáno ve vazbě na zahraniční společnosti v rámci přeměn společností), fundace (jejím podtypem je nadace), pacht (institut podobný nájmu) nebo výměnek.

## Kritika a reakce
Kritici nového zákoníku[kdo?] především tvrdili, že rozkolísá stávající právní řád. Zavedl totiž kolem šesti tisíc nových pojmů, se kterými se budou muset soudy vyrovnat až za běhu. Pozornost[kdo?] vzbudilo (znovu)zavedení některých dřívějších právních institutů, jako je např. právo pastvy. Stejně jako použití tradičních a starších právních pojmů, které může být vnímáno jako staromilství nebo přehnaná snaha o jazykový purismus. Jazykový posudek Ústavu pro jazyk český Akademie věd České republiky, který vydal ředitel ústavu Karel Oliva v listopadu 2008, ale návrh zákoníku celkově – s výjimkou paragrafů 2706 až 2720 – zhodnotil jako „obecně dobře srozumitelný i pro běžného občana bez speciálního právního vzdělání, což je vlastnost, kterou je v kontextu (či dokonce kontrastu) jiných právních norem potřeba ocenit.“ Podle něho je třeba ocenit i znovuzavedení tradičních právních termínů a zastaralých výrazů (např. zhlédnutí (osoby), rozhrada, pacht), což může vzhledem k tomu, že diskontinuita jejich užívání byla způsobena více či méně uměle za doby totality, sehrát pozitivní roli; funkčnost a smysluplnost oživování takových slov z hlediska právní teorie ústav neposuzoval, doporučoval však vysvětlení takových výrazů formou poznámek, dodatku, terminologické přílohy apod. Návrhu vytkl dílčí nedostatky, jako nadužívání předminulého slovesného času, nejasné používání čárky se spojkou nebo a gramatických nedůsledností.
Publicitu také získaly zejména námitky ze stran církví týkající se církevního sňatku a registrovaného partnerství, neboť v původní osnově zákona se s církevním sňatkem nepočítalo (nakonec obsažen v ustanovení § 666) a naopak registrované partnerství mělo být do zákona zahrnuto (zůstalo upraveno samostatným zákonem č. 115/2006 Sb.). Námitky byly i proti vágnosti výpovědních důvodů u nájmu bytu.
Vzhledem ke svému rozsahu text zákona obsahuje také různé překlepy a nelogická vyjádření, některé formání chyby nemají zásadní věcný charakter, jiné vytvářejí podstatnější nejasnosti a budou vyžadovat jasnou legislativní úpravu. Např. v druhém odstavci paragrafu 2072 došlo k významově zásadní záměně slova „dárci“ za „obdarovanému“. V ustanovení § 1341 odst. 1 došlo k podobné záměně slov „zástavnímu věřiteli“ za „zástavnímu dlužníku“. V ustanovení § 1162 odst. 2 legislativně technickým nedopatřením chybí mezi slovy „… správce pravidla…“ čárka, neboť právní norma obsažená v daném ustanovení nezavádí neexistující prohlášení správce, ale prohlášení vlastníka nebo jiné oprávněné osoby, které mj. určí správce domu. Pátý pododdíl oddílu 2, dílu 5, hlavy II třetí části zákoníku nese zase nadpis „Užívací právo“, ačkoli tento pododdíl reguluje i jiné věcněprávní instituty. Je tomu tak proto, že ze stejných důvodů z osnovy zákona vypadlo označení „Obvyklejší osobní služebnosti“ a nadpis první z nich se posunul na jeho místo.

## Novely
Ministerstvo spravedlnosti už v průběhu prvního roku účinnosti zákoníku připravilo pod vedením tehdejšího prvního náměstka Roberta Pelikána „akutní“ novelu, kterou předložilo k veřejné diskuzi. Navrhlo se v ní např. zcela přepsat ustanovení o spotřebitelských smlouvách nebo změnit pojetí právnických osob z teorie fikce na teorii reality. K jejímu přijetí ale nedošlo.
První novela občanského zákoníku, obsahující menší počet změn (33 bodů), než se původně uvažovalo, byla schválena až na konci roku 2016 s účinností od 28. února 2017. Druhou novelou byl zákon č. 303/2017 Sb., který zrušil status veřejné prospěšnosti, třetí zákon č. 111/2018 Sb., který měnil spotřebitelské smlouvy a cestovní smlouvu, a čtvrtou zákon č. 171/2018 Sb., který měnil regulaci spotřebitelských smluv.
Na připravované schůzi od 21. ledna 2025 bude projednávána novela zahrnující mimo jiné změny formulací zákona týkající se tělesných trestů.